# IC 1157
IC 1157 ist eine Spiralgalaxie vom Hubble-Typ Sc im Sternbild Serpens. Sie ist schätzungsweise 521 Millionen Lichtjahre von der Milchstraße entfernt.
Das Objekt wurde am 1. August 1891 von Stéphane Javelle entdeckt.